# Santec
Santec (tiếng Breton: Santeg) là một xã của tỉnh Finistère, thuộc vùng Bretagne, miền tây bắc Pháp.

## Dân số
Người dân ở Santec được gọi là Santecois.